# パワプロクンポケット5
パワプロクンポケット5は、2003年1月23日にコナミ（※）から発売されたゲームボーイアドバンス用のゲームソフトである。パワプロクンポケットシリーズの5作目にあたる。キャッチコピーは「ゲームがいろいろ盛りだくさん!!」。

※2006年3月31日の持株会社化に伴い、版権はコナミデジタルエンタテインメントに移っている。

## 概要
球場が4よりもさらに広くなる、新球種・キャンプ・『俺のペナント』モードの追加など野球部分の改善に力が入れられている。また、投球操作の変更・ミートカーソルを円形に変更することなどでパワプロに若干近づいたものとなっている。作成した選手はパスワードを使うことで実況パワフルプロ野球9決定版・実況パワフルプロ野球10（いずれもGC版）に移籍させることができる。

## 5の主な新要素・変更点

### 追加モード
- 俺のペナント

サクセスで作った選手を使用して、ペナント戦を楽しんでさらに育成できるモード。パワプロ10から登場した『マイライフ』のパワポケ版といえる（ただしこちらのほうが先に出来ている）。1選手につき3年プレイ出来るが、サクセスと同様にリセットペナルティがあり、ペナルティとして1年分減らされる。パスワード入力による選手は使うことができない。
- キャンプ

野球の練習ができるモード。練習内容は打撃、守備、総合攻撃、総合守備の4つの練習ができ、難しさを4段階で調節できる。

### その他
- ペナントモードに監督采配の要素が追加。
- ペナント中の調子が100段階になった。
- 新しい特殊能力が追加されたが、一部の特殊能力がなくなった。

## 収録ミニゲーム
サクセスモード中では従来のシリーズと異なり、グリグリおみくじを除いてレベル4をクリアするまで挑戦できる（1年目オフから2年目オフまで）。クリアするたびにレベルが上がり、レベル4をクリアすると特殊能力が獲得できる。
- 弾出る飛行機ぴゅんぴゅんぴゅん2

グラディウス風の横スクロールシューティングゲーム。大まかなルールは前作と同じ。今回は戦艦のコアを破壊し、その後自機を破壊されないことがクリアの条件となっている。レベルが上がると敵弾の数が増え、ボスの形態も増える。
- グリグリおみくじ

大吉、吉、凶、大凶が書かれた盤面のルーレット（大凶が無い盤面もある）。サクセス中では1等、2等、3等、ハズレの盤面のくじ引きもある。ある程度の目押しが可能だが、くじの結果によって異なる確率でスベリが発生するので、大吉を確実に出すことはできない。レベルの設定はない。
- ハコdeグチャッ

落ち物パズルゲーム。上から降ってくるブロックを押したり破壊したり（ゲーム開始時には破壊不可ブロックが2段敷き詰められている）して3つ並べるとブロックが消える。連鎖で消すと高得点だが、ブロックが消えてからもしばらく連鎖判定が残る。落下したブロックに潰されるか、画面上部まで積みあがると失敗。サクセス中ではレベル1で50秒、レベル2以上で1分間ゲームを続ければクリア。レベルが上がると落下するブロックの量が増える。ミニゲームとして遊ぶ場合は失敗するまでプレイするノーマルモードとサクセスと同じルールでプレイするサクセスモードがプレイできる。
- 見切ってシュシュしゅー

迅雷コーチが横切るタイミングを見計らって手裏剣を投げるゲーム。フェイントもある。迅雷コーチが飛び出す前に手裏剣を投げる・飛び出しても手裏剣を投げなかった、もしくは投げるのが遅かった場合はミス（見逃した場合にミスカウントが増えるのは前の回から1回も手裏剣を投げていない場合のみ）。3回ミスで縛られている凡田に手裏剣が当たり終了。サクセス中では30点でクリア。

## 表サクセス（モグラーズ編）
今回の物語の舞台はパワポケ2でも登場したモグラーズ。モグラーズ編2ということで、パワポケ2に登場した人物が出てくる。サクセス中の試合操作は打者は自分の打席、投手は主にランナー出塁時に操作するシステムになっている。
各章ごとに決められたノルマのパラメータを期限までに達成しなければゲームオーバーになってしまう。

### あらすじ
- 1年目「俺はだれ？」

スター選手として活躍をしていた小杉。しかしとんでもない事件によって、モグラーズの万年二軍のお荷物選手（主人公）に入れ変わってしまう。主人公は小杉と交渉して元の身体を取り戻そうとするが、スター選手となった小杉は取り合わない。さらに凡田や水木から「実績も全然なく、最もクビに近い男」という自身の危機的状況を語られ、このままでは野球が出来なくなってしまうといわれた主人公は、まず実力をつけて1軍を目指す事に。
クリアするには2軍監督評価が30以上必要。
- 2年目「これでいいのか？」

天才投手にしてオーナーの息子である大神が入団。主人公は1軍に上がるためには、北条監督にアピールする必要があると教えられ、今度は北条監督へのアピールを始める。しかし、この頃から小杉がスランプに陥り成績が急降下。さらにファンに対して暴力事件を起こし、謹慎処分となってしまい評判を落としていく。
クリアするには1軍監督評価（2軍監督評価が一定以上になると変更される）が30以上必要。
- 3年目「大団円！？」

ペナントレース開幕から、主人公たちはリーグ優勝・日本一を目指す。この年は小杉の運命も左右する大切な時期となる。モグラーズがリーグ優勝した場合、日本シリーズでは練習を重ねて再び元の実力に戻った小杉の姿が…。果たして優勝は叶うのだろうか。
監督評価70以上、または日本シリーズ制覇でクリア。

### 登場人物

#### 大神グループ

##### 大神モグラーズ/ドリルモグラーズ

###### 主要人物
主人公（しゅじんこう）
元は小杉優作としてプロ野球の世界で活躍していたスター選手。しかし、球場の廊下で万年2軍のお荷物選手と体が入れ替わってしまう。当初は小杉時代の待遇を懐かしむ描写も多かったが、黒野の助言で練習を積み重ねて小杉に匹敵する実力をつけようとする。凡田を含むチームメイトからは終始事実を理解してもらえないままだった。
どのルートでも最終的に小杉としてではなく、主人公として生きて行く事になる。
凡田 大介（ぼんだ だいすけ）
主人公とも仲の良いマニア。2以来、再び相棒キャラとして登場した。マニアショップや通信販売もよく利用する。自分のおもちゃのコレクションを集めた博物館を作ろうと考えている。2の時は一軍だったが、主人公が一軍に昇格するまでは二軍にいる。「2」の頃と比べると変化球やコントロールが強化された一方スタミナがだいぶ低下しており、野手能力も大幅に下がっている。後のシリーズにもプロのOB選手として登場している。

###### チームメイト
水木 卓（みずき すぐる）
パワポケ2にも登場したモグラーズの選手。現在は半1軍的な存在だが、ドリルトーイの時代に一度一軍選手として優勝した経験があり、ファンからは人気がある。野球に関する本も沢山持っている。B級映画好きという点は変わらず、主人公にDVDの返却を要求するイベントがある。「2」と違い、ポジションが二塁手にコンバートされている。その後のシリーズでは引退しコーチになる。
馬井 遊二（うまい ゆうじ）
千葉ロッテマリーンズから6位指名を受けて入団。トレードにより、モグラーズに移籍した。趣味は競馬・花札・パチンコとギャンブル好きで、入れ替わる前の主人公ともよく競馬場へ出かけていた。うろつきイベントを進めておくと終盤に宝くじが当たって大金を手にするイベントが発生することがあり、エピローグでは引退して競馬の馬主になる。バランスが取れた能力で、守備能力が高め。
諸星 須賀男（もろぼし すがお）
パワーのみを評価されてモグラーズに入団した、入団二年目の新人選手。練習中にお菓子を食べることもあり、かなりの肥満体型になった（入団当時は100kgだった）。自分勝手でトラブルメーカーだが、選択肢によっては主人公に諌められて更生する。他の選手と違いランダムイベントでの登場となり、1年目に登場しなかった場合は2年目以降イベント等で登場しなくなる。8・11でもモグラーズ・ホッパーズの選手として登場し、11では選手会長となり非常に落ち着いた性格になっている。
斎藤 勇（さいとう いさむ）
主人公と仲のよい後輩。トレーニングや買い物にもよく付き合っている。実力はあるが一軍と二軍を行き来している。安達美咲と付き合うことをきっかけに、登録名をイサムと改めた。走力が高いが「走塁×」と「盗塁×」を持つ。
大神 博之（おおがみ ひろゆき）
パワポケ4から続いて登場したスーパールーキー。大神社長の息子で自球団に入れられた。デビュー当初はスランプに陥るが、主人公から様々な助言を受ける。チョコレートアレルギー体質は相変わらず。8、11にも登場。

###### 関係者
古沢小一郎（ふるさわ しょういちろう）
モグラーズの2軍監督。かつては選手だったが腰痛が悪化して引退した。主人公にアドバイスを送るなど、選手思いの監督。モグラーズ寮の寮長も兼任している。実家でトーテムポールを作っていることは変わらない。映像機器にハマっている様で、次々とより大画面のディスプレイに買い換えている。
北条 洋平（ほうじょう ようへい）
モグラーズの1軍監督。監督としての手腕は低く、上にへつらい、目下の人間には辛く当たる横柄な性格。時折自棄になって、意味不明なことを口走るときもある。龍神パワーを信じており、グラウンドに池を作ったり、主人公に「龍神水」や「アルティメット龍神石Z」を勧めてくることも。年増のオバサンファンが多い（本人は若いエキスを求めている）。
鬼鮫 清次（おにざめ せいじ）
モグラーズの筋力（打撃ではない）コーチ。迅雷コーチとよく喧嘩をしている。ちなみに一軍・二軍両方の選手のコーチを担当している（後の二人も同じ）。野球経験は特にないが、コーチとしての腕前は非常に高い。同性愛者で筋肉質の男を好みにしており、展開によっては主人公を襲ってくる（しかも、襲われた場合のルートではアルバムもある）。8、11にも登場しており、主人公を襲うのも相変わらず。
手久野 正巳（てくの まさみ）
モグラーズの技術コーチ。『パワプロクンポケット』シリーズのキャラクターの中ではこれと言った個性が無い珍しいキャラクター。鬼鮫コーチ、迅雷コーチと違い、変な所は名前のみである。ゲーム好きで暇な時は「弾出る飛行機ぴゅんぴゅんぴゅん2」をやっている。バランスの取れた選手の方が好き。実は鬼鮫コーチと迅雷コーチの喧嘩の原因を作った人物であり、二人にその事がばれた際は半殺しの目に遭ったが、本人は罪悪感を全く感じておらず、いつもの事と笑顔で楽しそうに見ている。急に指導力と人望に優れるようになった主人公に、引退してコーチになれと勧めてくる。
迅雷 隼人（じんらい はやと）
モグラーズの素早さ・変化球コーチ。いつも忍者の装束をつけている。鬼鮫コーチとはよく喧嘩をしている。因みに野球の経験は全くなく、新聞での募集に応募してたまたま採用されたらしい。なお、迅雷とは世を忍ぶ仮の姿であり、正体は本作の彼女候補の一人。
荒井三兄弟（あらいさんきょうだい）/荒井 金男（あらい かねお）、荒井 銀次（あらい ぎんじ）、荒井 晴男（あらい ぱるお）
シリーズの常連キャラ。2から引き続きモグラーズの球団職員として働いていて、内部の人間に厳しい。2年目の契約更改を担当する。趣味は抜き打ち検査で、装備アイテムを没収していくことがある（さおりちゃん人形を持っていると「チームメイトから苦情が入った」ということになり抜き打ち検査される確率が高まる）。
大神 美智男（おおがみ みちお）
大神グループ会長で大神モグラーズのオーナーで大神博之の父。息子をプロ入りさせるためドリルモグラーズを買収して大神モグラーズに改名させた。ドリルモグラーズの選手の様子を見るため、1年目の契約更改を自ら担当する。実は元プロペラ団でアメリカ本部の大幹部。

#### 彼女候補
浅上 綾華（あさがみ あやか）
小杉のファンだが、その正体はプロペラ団の残党。プロペラ団の崩壊を信じていない。定期イベントで登場し、攻略も容易な部類。展開によっては小杉の命を奪う。
白木 恵理（しらき えり）
入れ替わる前の主人公の彼女。入れ替わる前の主人公とは良い思い出はなかったが一途に想っていた。そのため、主人公の不自然な言動から入れ替わりに気づき、ひどく悩む。見かけや言動から幼く見えるが、実は27歳で水商売を勤めている。綾華と同様に定期イベントで登場する上に攻略手順も少ないため攻略は楽。公式Q＆Aによると、入れ替わる前の主人公と付き合っていたのは6年間とのこと。
星野 めぐみ（ほしの めぐみ）
ファミレスでバイトをしている女の子。ストーカーに悩んでおり、解決できるかで彼女の運命が変わる。ランダムイベントが多く絡むため、運の要素が強く攻略は難しい。緑髪の彼女候補で、後の作品における「緑髪彼女はイベントが多い」という設定のきっかけになっている。ただし、パワポケ6の蕪崎詩乃と同じく博多幸博の書いたストーリーではない。
埼川 珠子（さいがわ たまこ）
路地裏で占いをしている。28歳。愛称は「占いタマちゃん」。本人は占いを信じておらず、自分の占いが当たっているのかさえ分かっていない。実はもう一つの顔を持っている。珠子というのは偽名であり、彼女は迅雷コーチの正体で、抜け忍である。本名は「鈴霞（すずか）」。
安達 美咲（あだち みさき）
大学生。実家が旅館を経営している。イベントの進め方によっては勇とつき合う事もある。
倉刈 日出子（くらがり ひでこ）
倉刈仁志の娘であり明の姉。「2」と「3」にも登場していたが今回は彼女候補になった。重なる借金のためほとんどの日をバイトに費やしており、主人公と会える日は限られている。「8」「11」にも再登場し、「11」では再び彼女候補の一人として登場。
西湖 美友（さいこ みゆ）
外れ彼女候補。「三つのNO」を信条とする大学生。1や2に登場した荒井紀香と同じようなタイプのキャラで、話しかけるといきなり彼女になる（強制的に彼女になる場合もある）。そのため、他の彼女の攻略中に現れてしまうとそちらの彼女が攻略不可能になってしまう。

#### その他
小杉 優作（こすぎ ゆうさく）
主人公の元の体。モグラーズの万年二軍のお荷物選手で、選手としての能力は非常に低かった。2軍選手だったころから裏では「自分には野球しかない」とこぼしていたわりには真面目に練習せず、ミーティング等のサボりも当たり前で、何の苦労もせずに手に入れた小杉の能力におぼれていた。改心して猛練習を始めるか、入れ替わる前より落ちぶれていくかは主人公の活躍にかかっている（試合での勝利数が3勝以上であれば改心する）。改心した場合は塚本と手を切り練習に励むが、勝利数が1～2勝の場合は展開こそ異なるが事故によって再び元の体に入れ替わるも塚本によってアフリカの傭兵部隊に売り飛ばされ、0勝の場合はプロ野球界から失踪し塚本の紹介で海外へ逃げ出すことになる。
塚本 甚八（つかもと じんぱち）
入れ替わる前の主人公の悪友。「きししし」と笑う。裏の世界にも割と顔が利く。小杉の入れ替わりにいち早く気づき、彼につきまとう。恵理に仕事を紹介したり、パチンコ屋で主人公に遊び方を教えるなど出番が多い。しかし小杉に暴力を振るわれた恵理を励ましたり、自身の利益のために酒に溺れる小杉を諌めたり、引退を勧めて芸能界へ転向するよう提案する場面もあり、面倒見が良い一面もある。3年目の展開によっては元の姿に戻った小杉を傭兵部隊に売り飛ばすが、失踪した展開では「惨めすぎて騙す気にもならない」として小杉に海外での仕事を手配する。「6」でも大谷のアルバムで登場。
今田 勝蔵（いまだ かつぞう）
「2」から引き続き登場。親子二代に渡るモグラーズの熱狂的なファンで、モグラーズ私設応援団長。かつての優勝もあってか現在は応援団の団員が増えた様子。実家は中華料理店を営んでいる。
黒野 鉄斎（くろの てっさい）
「4」から引き続き登場。「3」のネオプロペラ団アジトの跡で、立花やたかゆきとともに怪しい研究をしている。3年目の展開によっては小杉の姿に入れ替わった主人公を元の姿に戻す。
立花 ボボ（たちばな ボボ）
「3」にも登場したバッタ人間。自分の勇姿をビデオに収めている。その後のシリーズに登場する度にだんだんと色が変わってくる。
たかゆき
「3」にも登場したロボット。機械扱いされることを嫌い、自らを人間と言い張る。自分の芸に限界を感じている。子供たちに野球を教えることも。
アルベルト・安生・アズナブル（アルベルト・あんじょう・アズナブル）
シリーズ常連の外国人。「オリンピックのアスリート」を自称する。毎度の如く野球のコーチをするも、当然骨折する。イベントを進めると主人公の専属コーチになってしまい部屋に住み着いた上、他の選手とも顔なじみになる。
磯田 修一（いそだ しゅういち）
元モグラーズの2軍コーチ。プロペラ団のモグラーズ買収に伴い辞職し、凡田の影響でマニアショップを開業する。かつて主人公を指導したこともあると語る。
倉刈 仁志（くらがり ひとし）
元モグラーズの選手で、火星オクトパスに所属していたが今作で野球を引退した。火星オクトパスの垣内に紹介された仕事は失敗した上、他人の保証人になり、さらに借金を抱えることになる。6や11にも登場する。
倉刈 明（くらがり あきら）
倉刈仁志の息子。おもちゃは遊ぶものだと考えているため凡田のライバル。7では高校生となっており、8ではモグラーズの後継球団であるホッパーズに選手として入団する。
本山 遊馬（もとやま ゆうま）
通称「ゆうまくん」。サイキッカーであり、レア物を見つける能力でマニアの間では有名。凡田を「だいすけくん」と呼ぶほど仲がいい。モグラーズに入団する予定だったが記憶喪失になる。
山口 幸恵（やまぐち ゆきえ）
モグラーズの近くで小料理店を営んでいる。「2」では彼女候補だった。
大鉄（だいてつ）
「2」の主人公の兄。かつては裏稼業に手を染めていたが、現在は更生して幸恵の小料理店で働いている。彼女との関係は不明。
大橋 吉江（おおはし よしえ）
パチンコ屋の常連客でありラーメン屋の店員であり倉刈家のおとなりさん。北条監督のファンかと思いきや、その北条監督に「吉江様」と呼ばれたりする謎の人である。
ソムシー
タイ人の女性。恵理とは親友で同じ職場の仲間。最近上手くいっていない主人公と恵理の仲を取り持とうとする友達思いだが、ややズレたところがある。
大谷 健（おおたに たけし）
新聞記者。大神 博之の取材で登場。本作では『1』『3』と比べ、肌が色黒で顔が縦に長い老け顔で完全な端役で登場。展開によって終盤でも登場。正義感が強い気骨がある人物だが、小杉が発奮してチームを優勝に導き、大神モグラーズが優勝を逃し落ち込んでいる小杉を取材している際に大神モグラーズを「万年Bクラス」と馬鹿にする一面を見せる。その結果大谷は小杉に殴られ、小杉は日本シリーズに出られなくなった。野球テストのチュートリアルでの解説役も務める。
平田 ヤス（ひらた やす）
ひでこの通う高校の教師。日の出高校で働いていたが、転勤してきた。
亀田 光男（かめだ みつお）
『1』『2』『3』で登場したメガネ一族の1人。綾華のイベントで登場する。今作ではサングラスをかけスーツ姿となっている。
ファミレス店長（ファミレスてんちょう）
めぐみがバイトしているファミリーレストラン店長。一見普通の人だが、ある秘密を持つ。
おばちゃん
北条監督の追っかけとして登場するおばさん。外見は肌が若干色黒なのが特徴。『3』のおばちゃんの親戚。
さおりちゃんフィギュア
彼女候補ではないが、電話コマンドで話すことによりやる気とステータスを回復させることができる。「抜き打ち検査」と称した荒井三兄弟による部屋内の検査で没収されることもある。
上記のキャラのほか、リーグ優勝決定戦と日本シリーズ時のみ、『パワプロ5』から猪狩守、戸井鉄男、『1』から三鷹光一、『2』から小角雄二が相手チームの選手として登場する（なお『11』の公式FAQから、小角雄二以外の選手は『11』の時点には既に引退と明言された）。

### 作中用語
大神グループ
元プロペラ団の幹部であった大神美智男が、プロペラ団解体後その主要な部分をまとめあげ、ネット金融を中心にのしあがった巨大グループ。プロペラ団の手を離れたモグラーズを買収して新たなオーナーとなった。後の作品にも多大な影響を与えるグループである。

## 裏サクセス（忍者戦国編）
シミュレーションゲーム仕立てのサクセスモード。今回もパワポケ4同様、野球人形を作ってお金で能力アップしていく方式である。前作と同様に、本家パワプロに登場した選手をサクセス選手として登録することが出来る。今作から裏サクセスの主人公が違う衣装で登場するようになった。また、この裏サクセスから背景が拡大し、キャラに白い縁取りがされるようになった（この仕様は後の『6』以降の表サクセスに逆輸入された）。今回はゲーム開始時に特徴の異なる3つの里があり、選んだ里によって仲間になるキャラやストーリーなどが変化するようになっており、裏サクセスで異なるシナリオが選べる最初の作品である。クリア条件は120日目までに本拠地の城を落とされずに3つの珠を集めること。

### あらすじ
まだ日本が色々な国に分かれていた時代。その中のある国のお姫様が「野球をする人形、野球人形とやらが見てみたい」と言い出した。困った大名は人形を手に入れるため忍者を使うことを決め、忍者の国である「風賀の国」に依頼書を携えた3人組の使いを出した。しかし道すがら、3人は些細なこと（道端に落ちていた二色パンの分け前）で喧嘩を始めてしまい、それぞれが別の里、「水虎」「火竜」「月光」の3つの里に依頼書を届けてしまう。程なく3つの里の頭領達はその事に気づき激昂、3つの里は野球人形作成の任務完遂と自分たちの里の威信を賭け、壮絶な戦争をすることになった…。野球人形に必要な3つの球を集めて、野球人形を完成させるのは、どの里か？

### 勢力
ゲーム開始時に水虎、火竜、月光の3つの里の中から1つ選んでプレイすることになる。選んだ里により物語と仲間になる人物や開始時の領地の数などが変化してシナリオが異なる。この3つの里に加え、中立勢力として妖怪の勢力が存在する。
- 水虎

頭領は教頭斎。メインカラー青。青い体の珠を所持。
最初から選択できる里。下忍の鉄忍（回復の術を使う）と砲忍（鉄砲と水遁の術を使う）の性能が高い上に敵のレベルが低めに設定されているため初心者でも簡単にクリアできる（また、主人公のレベルを1のままにすると敵のレベルが一定レベルから上がらなくなる）。また、はまぐり村の訓練所を利用することで金を消費することなく主人公を鍛えられるという点もある。一方で3つの里の中で基本領地収入が8両と最も少ないので資金難に陥りやすくパーツも購入しづらいため、強力な選手を作成するには不向きである。
下忍は下忍、水忍、森忍、砲忍、鉄忍。初期の仲間は外藤のみだが根呂と平山と村上をすぐ仲間に出来る。
敵勢力で登場する場合は固有の砲忍、鉄忍に加え、十字手裏剣忍者、水蜘蛛忍者、不意打ち忍者、とげとげ忍者、カエル忍者が敵キャラクターとして登場する。
- 火竜

頭領は任月。メインカラー赤。赤い技の珠を所持。
初期から治めている領土面積が一番多く、領地収入は12両と普通。下忍の爆忍と速忍の性能が今一つな上に初期の仲間が1人もいないので序盤は苦労する。候補としては百番村の大神、ようろう村のイルが強力。領地に重税を課しているという設定のため、たまに領地の反乱を鎮圧することになるイベントが発生する（失敗すると妖怪の領地になる）。
下忍は下忍、水忍、森忍、爆忍、速忍。
敵勢力で登場する場合は固有の爆忍、速忍に加え、極悪忍者、火炎忍者、毒忍者、ミイラ忍者、女王様が敵キャラクターとして登場する。
- 月光

頭領は野々村。メインカラー黄。黄色い心の珠を所持。
初期から治めている領土は少ないが、領地収入は16両と1番多い。敵は3つの里の中で最も強く難易度は高いが、領地収入の多さにより強力な選手を作成しやすい。すぐ仲間に出来る小山や下忍の影忍、月忍が強力。他の勢力と違い、城をうろついた際に仲間のHPを回復させることができない。
下忍は下忍、水忍、森忍、影忍、月忍。最初から存在するキャラクターは愛と倉刈と水木。
敵勢力で登場する場合は固有の影忍、月忍に加え、風車忍者、凧忍者、銃忍者、ルーズ、忍犬が敵キャラクターとして登場する。
- 妖怪軍団

頭領は亀田幻妖斎。メインカラー灰色。
共通の敵対勢力であり、初期勢力としては選択不可能。初期状態では里の3分の1程度を制圧している。
風賀のあちこちに存在する妖怪を取り纏める勢力。妖怪を纏める妖怪四天王は妖怪ではなく4人全員人間。幹部には同じ妖怪四天王の「野球仮面」「曽根村」「アンヌ」がいる。伝説の十八鬼神もこの組織に所属しているらしいが、具体的な地位は不明。
天狗、鬼、河童、牛鬼、海坊主、古おうぎ、かまいたち、市松人形、市松わらし、べとべと鳥、紀伊国屋、越後屋、めたりんこが敵キャラクターとして登場。加えて重要拠点の防衛部隊として通常より強力な敵である獄門鳥（ごくもん塔）、金平鳥（こんぺい塔）、右魂鳥（うこん岳）、白雪鳥（白雪山）、南蛮商人（南蛮街）、田螺牛鬼（たにし村）、ヘソおうぎ（へそ村）、死じみ河童（しじみ沼）、虎池坊主（とら池）が登場する。

### ゲームシステム
プレイヤーは妖怪を除く3つの里から所属を決める。各村などをうろついて仲間を見つけ（モブキャラに当たる下忍はコマンドで雇用する）、各領地に攻め込み勝利することで陣地を広げる。戦闘はパワポケ4と同様のコマンド式。1日が終わると自軍の勢力から領地収入が入り、賃金を払う。賃金が払えない場合を除き仲間キャラのHP・MPが回復する。と同時に敵も回復する（ただし、味方よりも回復量は少ない）。
- 戦闘では敵が全員逃げるか倒されると勝利となり、攻めている場合は領地を獲得する。全員が逃げるか死亡する（HPが0になる）、もしくは主人公のHPが0になると敗北。攻められている場合は領地を失う。城を攻め落とすとその勢力の領地をすべて入手する。野球人形献上直前の最終決戦に敗北してもペナルティはなく、勝てば能力パーツが手に入る。
- 経験値は攻め込んだ者のうち、逃亡者を含めた生存者で分配される。主人公のHPが0になるとペナルティとして「主人公のレベル×100両」の所持金が失われるが、本拠地で倒された場合を除きゲームオーバーにはならない。主人公以外のキャラは死亡しても復活はできないが、同種の下忍は再雇用できる。
- 妖怪（中立）以外の勢力の領地が本拠地の城と連結されずに分断された場合、分断された領地は妖怪が支配する中立地になる。
- 主人公含め各キャラの最高レベルは30。主人公にも術を使うためのMPが設定された。レベル16になると術、妖術（前作の魔法）が全体攻撃になる（敵が2人以上残っている場合のみ）。
- 様々な能力補正がある。

- 各キャラクターには得意な地形が設定されている場合があり、得意な地形では3レベル分能力が上昇する（HPだけは例外）。町および城では、レベル分防御側の能力が上昇する。関所でも防御側全キャラの能力が4レベル分上昇する。
- 軍師（三鷹か服部）を雇っていると、能力に1レベル分のボーナスが加わる。これは軍師を戦闘に出さなくても加わる（作中でも三鷹と服部に説明される）。
- 主人公は得意な地形の設定はないが、同様の効果を得られるアイテムが存在する。

- 仲間は主人公含めて12人まで加えられる。クビもできるが、下忍以外を解雇すると次の戦闘で敵として登場する。仲間キャラは通常の敵に比べ倒した際に入手できる金額が多いため、不要な仲間を即座に解雇して敵にし、軍資金にするという手段もある。
- 敵キャラにもレベルが設定されており、各領地の敵は一部を除き最初に攻め込んだ時の主人公のレベルに依存する。そのため、町や塔などの強敵が守る場所はレベルの低い時に偵察隊を送り込み、レベルを上げてから攻め込む方法が有効であると外藤がゲーム内で語る。
- 今作では回復薬、爆弾などの特定アイテムは3つまでしか持てなくなった。

### 登場人物
登場人物の名前か、振仮名後の括弧書きの名前が表サクセスでの登場人物の本名で、括弧書きの数字が本作まで登場した登場人物の表サクセスの登場作品で未表記はオリジナル。

#### 主要人物
主人公（しゅじんこう）
本作の主人公。前作では表サクセスの使い回しだったが、本作以降は裏サクセス用の立ち絵が用意されるようになった。里の頭領から野球人形の作成を命じられる。全権を委ねられており、忍者の雇用や解任も行える。最初に選んだ勢力に所属する忍者で、里ごとに服の色が各勢力のメインカラーに変わる（公式イラストは水虎）。
各ステータスはトップクラスに高いが、その分レベルアップも遅い。得意地形は全勢力共通でついていないが、使える術は里によって変化する（水虎だと「水遁の術」、火竜だと「火遁の術」、月光だと「かまいたちの術」になる）。
凡田（ぼんだ）【凡田 大介（ぼんだ だいすけ）：『2』『5』】
主人公の会計係として同行する忍者。戦闘能力は極めて低いため戦闘には参加しない。主人公と違い、服の色は薄紫で固定。
教頭斎（きょうとうさい）【教頭先生（きょうとうせんせい）：『1』】
水虎の頭領。女言葉で喋る。火竜と月光では攻め込むと、カラクリの極悪戦車に乗って登場する。3人の頭領の中では体力、攻撃力、防御力に優れており、「爆弾」「水遁の術」も使うため火力が高い。
水虎でゲームを始めた場合、水虎城をうろつくとゲームの解説を行ってくれたりと割と面倒見が良いが、他の勢力では私利私欲で部下を殺害する。
任月（にんげつ）【任月 高志（にんげつ たかし）：『2』】
火竜の頭領。息子のカケルを大事にしており、「下忍は消耗品」と言うなど、人望はあまりない。水虎と月光では攻め込むと、秘密兵器である竜に乗って登場。頭領の中ではバランスのとれた能力で、MPを消費しない「炎吐き攻撃」も使う。
カケル【任月 駆（にんげつ かける）：『2』】
任月の息子で、火竜の跡継ぎとして育てられている。城の外に出してもらえず、主人公に様々なもの（カブトムシやカエル等）を持ってくるよう頼む。ランダムイベントでパーツを割高で勝手に購入して無駄遣いすることがある。
野々村（ののむら）【野々村 耕造（ののむら こうぞう）：『2』】
月光の頭領。他の頭領とは違いまともな性格をしており部下の人望は厚い。頭領でありながら内職を行っている。水虎と火竜で攻め込むと部下の影忍と月忍を引き連れ登場する。風賀の国の里の頭領の中では唯一生身で戦闘を行う。素早さが非常に高く攻撃が中々当たらず「回復の術」「かまいたちの術」「爆弾」も使う等、厄介な相手。

#### 仲間
外藤（がいどう）【外藤 狭二（がいどう きょうじ）：『1』『2』『3』】
水虎の中忍頭。水虎では主人公の下につくことになり、初めから仲間になる。他の里で始めた場合は仲間にはできず、水虎城を攻め込むと教頭斎に身代わりとして殺される（しかし、変装させる前に主人公たちが来てしまったため無駄死にとなってしまった）。素早さは低いが攻撃力と防御力に優れ、「水遁の術」を使う。
愛（あい）【野々村 愛（ののむら あい）：『2』】
月光の当主、野々村の娘。月光以外で始めても水木の面会に応じれば仲間にすることができるが、その場合は主人公たちがいないうちに当主を倒そうと考えている（面会を断った場合は混乱に乗じて主人公の命を狙ってくる）。素早さが高く、「かまいたちの術」「回復の術」を使える。
倉刈（くらがり）【倉刈 仁志（くらがり ひとし）：『2』『3』『5』】
月光で初めからいる。昔は火竜のいろは村に住んでおり、そこから逃げ出して来た。彼から娘についての話を聞くと、エンディングでその娘と再会するアルバムが登録される。月光以外だとイベントで水木に殺されるか、敵として登場する。能力は可もなく不可もなくのバランス型で、「まきびし」も使う。「火遁の術」を使えるが、MPが低いのが難点。しかし給料が安いという利点もある。
水木（みずき）【水木 卓（みずき すぐる）：『2』『5』】
月光で初めからいる。月光のためというよりは、好意を持っている愛のために働いている。月光にいるときには特にイベントは無いが、それ以外の勢力では仇討ちを狙う愛のために「月光の財宝が目当てだった」という理由で倉刈を殺害して愛を主人公に売り、裏切り者の汚名を被り何処かへ消える（アルバムでは愛とともに登場）。なお、面会を断った場合は飲み込んでいた爆弾で自爆して果てる。攻撃力に優れ、「水遁の術」を使う。
根呂（ねろ）（ネロ：『1』『3』）
『3』に登場した「ネロ」で、本作では漢字表記。怪力が自慢で、はまぐり村の訓練所で特訓を受けているが、頭が悪いため一向に忍者らしくならない。水虎の場合は実践で学ばせるために引き取る形で仲間にできる。火竜と月光でははまぐり村が占領された後も訓練所に一人取り残されており仲間にできるが、「訓練所は移動した」と騙して追い払った場合は仲間に出来ない代わりに高価なパーツをくれる。素早さが低く術は使えないが、攻撃力や防御力、HPが高い。また、展開によっては曽根村と刺し違えることもある。
仲間にハガネがいると、彼と意気投合するイベントが起こる。
ハガネ【鋼 毅（はがね つよし）：『1』『3』】
各地の村で出現する武芸者。数多くの戦場を経験している古強兵で、忍者と戦うために風雅の里にやってきた。仲間にするのを断っても敵としては登場せず、何度でも現れて仲間にするよう頼む。素早さがやや低いがHPや攻撃力が高く、「致命的な一撃」を持つ。
イベントで根呂と意気投合し、このイベントを見るとアルバムが登録される。
村上（むらかみ）【村上 海士（むらかみ かいじ）：『1』】
あわび村にいる元火竜の下忍で、上役の上忍を半殺しにし、追っ手七人を全員返り討ちにするなど、その実力は高い。攻撃力と防御力が高く、素早さが低い。「火遁の術」を使うがMPは1と低い。
平山がいると、イベントが起こる。
平山（ひらやま）【平山 紀之（ひらやま のりゆき）：『1』『3』】
主人公の同期。有名な大名に仕えていたものの、大名が主君に謀反を起こして失敗し斬られたため、フリーになってさざえ村で生活していた。200両払うことで仲間にできる。能力はあまり高くないが平均的。「回復の術」「火遁の術」を使えるがMPが1と低い。ランダムイベントで勝手に買い物をすることがある（ただし購入するパーツの価格は通常より安い。なお、火竜の場合はカケルのイベントがあるため発生しない）。
村上にいろいろと言われ、自分の生き方を探し、選んだのは「草」の任務だった。
小角（おづの）【小角 雄二（おづの ゆうじ）：『2』】
たにし村の忍者。しじみ沼の主を倒すと仲間になる。素早さが高く、「致命的な一撃」を持つ。術も「水遁の術」を使え、HPの低さをカバーする「変わり身の術」も持つ優秀なキャラ。
おみっちゃん（パワポケ2の幸恵）が好きで、大神ともめる。
大神（おおがみ）【大神 博之（おおがみ ひろゆき）：『4』『5』】
百番村でギヤマンの壺を買いにきて商人と揉めているところで主人公と会う。その際の対応で大神に壺を買わせるか主人公が買って壺を貸すことで、後に発生するイベントで仲間に加えることができる（断った場合は代わりに人形のパーツを持ってくる）。術は使えないがHP、攻撃力、防御力に優れ、「致命的な一撃」を持つ。
おみっちゃんが好きで、小角ともめる。
たかゆき【PX-001（ピーエックスゼロゼロワン）/たかゆき：『3』『5』】
人間扱いされたがっているカラクリ忍者。ランダムイベントで出現し、忍者として雇うことができる（破壊して部品を入手することもできる）。防御力が高いが攻撃力と素早さは低い。強力な「爆弾」を使えるがMPが低いのが難点。平山と同じくランダムイベントで勝手に買い物をすることがある。
おみっちゃんが好きで、おみっちゃんと付き合っている大鉄を爆殺しようとするも、小角と大神に止められる。
イル/威流（いる）【天本 玲泉（あまもと れいせん）：『4』】
ようろう村に住み着いているはぐれ忍者。『4裏』のイルと同一人物で本名イルだが、本作では天本 威流（あまもと いる）と名乗る。しかしこの名前が書かれるのが主人公と初対面した時のみで、それ以外は本名「イル」と書かれる。1000両払うことで仲間になる（所持金が100両以下の場合でも仲間になるが、この場合ランダムで資金を持ち逃げすることがある）。綾華よりも強い。能力はさほど高くないが、「ゴロの妖術」「ビューの妖術」「ナオルの妖術」と複数の術を使える。
綾華や曽根村などのイベントで役に立つ場面が多い。また、死んでもランダムイベントで2回までなら復活するため酷使させやすい。
「おもしろそうやから」と綾華を別の世界に送る。
綾華（あやか）【浅上 綾華（あさがみ あやか）：『5』】
むらさき村の代表で主人公と会う。フルネームが「黒羽根 綾華」（くろばね あやか）。正体は「黒羽根党」吸血鬼。能力は倉刈と同じく平均的で、「サガルの術」を使える。
後に威流に別の世界に送られる。送られた先は大正編とつながっているのか、7の裏サクセスで「黒羽根あやか」の名で吸血鬼として登場している。
ユイ【神木 唯（かみき ゆい）：『4』】
ランダムイベントで出会う食い物泥棒。村を荒らすイベントで二回発見すると仲間に加えることができる。能力は素早さが高く「鉄砲」を使うため火力はある。「回復の術」「サガルの術」を使う。
戦いが終わった後は、団子屋を経営する。
ひなこ【唐沢 ヒナコ（からさわ ヒナコ）：『3』】
ランダムイベントで主人公のもとを訪れ、仲間にするよう頼んでくる忍者。得意なことは掃除、洗濯、料理で、忍術には自信がない。能力はあまり高くないが平均的で、「回復薬」「パ～の術」が使える。「パ～の術」はボスクラスの敵にも発動するため、運次第では非常に強力。
掃除をして見つけたパーツをくれたり、料理を作って仲間のHPを回復してくれる家庭的な忍者。
小山（こやま）【小山 高雄（こやま たかお）：『4』】
月見村で木こりとして生活している。勢力によって展開は異なるが、イベントを進めると忍者として雇うことができる。水虎と火竜の場合、木材の差し出しに反対しているところで高圧的な態度を取ると即座に反乱を起こす。HPが高く攻撃力と防御力に優れるが、素早さは極端に低く術も使えない。
イベントで森本と仲がよくなる。エンディングではドミオと森本でチーム結成（？）する。
森本（もりもと）【森本 満（もりもと みつる）：『4』】
いろは村を守る忍者。「ましらの方」と呼ばれている。素早さが高いが防御力が低く打たれ弱い。「かまいたちの術」を使うが基本MPが1と低い。展開によっては曽根村の策略で裏切ることも。
小山と仲がよく、イベントで協力する。
ドミオ（ドミオ・バンデラス/メカドミオ：『2』『3』）
真っ赤な装束を着た忍者。ランダムイベントで象に乗って登場し、その際に仲間に加えることができる（断ると主人公が象に踏み潰されて重傷を負う）。素早さが低めだが攻撃力と防御力が非常に高く全キャラ中トップクラスのステータスを持つ。また、「鉄砲」による攻撃や、「致命的な一撃」まで持っている。だが、「あざけり笑い」で人公のやる気を下げることがある。さらに、一定の確率で戦闘開始時に混乱状態になるため活躍できるかどうかは運が絡む。
様々な動物を使うが、その動物に殺されかけたりするなど変な人。
畑山（はたやま）【畑山 憲男（はたやま のりお）：『2』】
白雪山に住む人さらい。ダンジョンを攻略することで仲間にすることができる。素早さがやや高いが攻撃力がやや低い。「爆弾」を使うがたかゆきと同じくMPが1と低い。
とにかく女性にモテず、そのため女の子をさらうが、それでもモテない。しかし、わんこには好かれる。
わんこ【犬（いぬ）/サイボ：『2』『3』】
『パワプロクンポケット』シリーズマスコットキャラクター。パーツを見付けたり洞窟を見つけたりと役に立つ。給料が全キャラ中最も安い。素早さが高く「変わり身の術」を持つ。
イベントで畑山になつく。
布具里（ふぐり）【布具里 珠男（ふぐり たまお）：『4』】
めぐみの父の敵。変化の術を使う。三回倒すと捕まえることができ、敵であるはずの自分を許しためぐみの優しさに心打たれ改心し、仲間にできる。防御力が高く「ゴロの妖術」「サガルの妖術」「パーの妖術」を使うが、「あざけり笑い」で主人公のやる気を下げるのが難点。
めぐみ【星野 めぐみ（ほしの めぐみ）：『5』】
月見村で出現する忍者。親の敵の布具里を追っていたが、捕まえた後に心が変わる。ステータスがかなり低いが、「爆弾」「回復薬」を使える。
恵理（えり）【白木 恵理（しらき えり）：『5』】
正義の忍者を目指して修業中の忍者。「七河郷赤辺谷」からギヤマン魔人の復活を阻止しに来た。ギヤマンを所持する主人公に接触するが、結局復活させてしまう。その後、ギヤマン魔人を封印すれば後にイベントで仲間に加わる。素早さが高く「火遁の術」「水遁の術」「回復の術」と複数の術を使えるが、攻撃力と防御力は低い。
戦いが終わった後は、忍者学園の先生になる。
ひでこ【倉刈 日出子（くらがり ひでこ）：『2』『3』『5』】
白雪山の人さらいに捕まっていた忍者。ダンジョンをクリアした後にいろは村で仲間になる。父親（月光の倉刈）を探している。素早さが低いが防御力が高く、「かまいたちの術」「回復の術」を使う。
月光では仲間にならず、月光以外では倉刈が殺される可能性があるので、彼女から倉刈の話を聞いてもエンディングで再会することはできない。月光で倉刈から話を聞いた場合、エンディングで再会する。
ミユ【西湖 美友（さいこ みゆ）：『5』】
ランダムイベントで登場する食い逃げ少女。防御力が非常に高いが素早さが極端に低い。「水遁の術」「爆弾」を使えるが「あざけり笑い」でやる気を下げる。
イベントで主人公に食べ物を差し入れするが、ちゃっかり代金を払わせている。
アルベルト【アルベルト・安生・アズナブル（アルベルト・あんじょう・アズナブル）：『1』『2』『3』『4』『5』】
南蛮街で商売を行っている南蛮人。自称「野球のエースで4番で異端審問官で神父様」。野球人形も販売していたが、既に売り払って在庫がなくなっていたため主人公は購入できなかった。行方不明になっている妹のアンヌを探しており、主人公に自分を仲間に加えるよう頼む。断った場合は「妹を捕まえたら連れて行く」という約束をし、捕まえて連れて行くとお礼にパーツをくれる。『4』の時と違い戦闘能力はそれなりに高くなっている。HPと素早さが高く「鉄砲」を使うため火力はそこそこだが、HPに関係なくランダムで逃げる厄介な特性がある。
イベントでは「金銭的な援助をする」と主張し、彼に計2回の投資を行うことができる。1回目は投資額に関わらず必ず成功するものの2回目はランダムであり、失敗した場合は夜逃げしてしまう（その際主人公は「胸の肉1ポンド置いていけ」と怒り出すも、凡田に注意される）。
アンヌ【アンヌ・安生・アズナブル（アンヌ・あんじょう・アズナブル）：『3』】
アルベルトの妹。妖怪軍団の四天王の一人で序盤に資金調達のために各地の村を襲撃する。2回目以降の襲撃時に条件を満たしていると捕縛でき、アルベルトがいると洗脳が解けて仲間になる。
彼女がいると、野球仮面が仲間にできる可能性がある。野球仮面に好意を持っている。全ての仲間の中で最も素早さが高いが、防御力が低い。術は使えないが「変わり身の術」で攻撃を無効化することがある。
野球仮面（やきゅうかめん）【猪狩 進（いかり すすむ）/野球マスク（やきゅうマスク）：『1』】
亀田に助けてもらった恩で働いている、四天王の一人。妖怪軍団に参加する前の記憶が無い。中盤から活動を開始するが、暗殺などは気に入っておらず、正々堂々と勝負を挑んでくる。
アンヌを仲間にした状態で何度か撃退すると、アンヌに助けられて仲間に加わる。払う給料は高いが、基本能力値は主人公と全く同じ（レベルアップに必要な経験値が高いのも同じ）であり、ドミオと並んで全キャラ中最強クラスの能力を誇る優秀なキャラ。「火遁の術」「水遁の術」を使う。
美咲（みさき）【安達 美咲（あだち みさき）：『5』】
うこん岳に住む薬師。鬼の力を抑えるために研究中。
はじめは主人公の手助けをし、鬼の力のイベントが進むと戦いに参加するが、イベントが進み過ぎると主人公の手で殺さなければならなくなる。
服部（はっとり）【服部 国男（はっとり くにお）：『3』】
ランダムイベントで城へ売り込みに来る軍師。これまでに四つの国に仕え、軍隊を委任されるなど重用されていたが、思ったことを正直に言う性格であるために煙たがられていた。給料が高く、仲間にしても三鷹がいる場合は「名将二人は凡将に及ばず」と言って身を引いてしまう（後で三鷹を仲間に加えた場合も同様）。「火遁の術」「パ～の術」「回復の術」を使うが、軍師のため能力は低い。
軍師ではあるが、三鷹よりもイベントで役に立つ機会が少ない。
三鷹（みたか）【三鷹 光一（みたか こういち）：『1』『3』】
へそ村にいる軍師で、「臥龍の三鷹」と呼ばれる名軍師。気まぐれな性格で、気に入った者の下でしか働かない。素早さが高く「回復の術」を使うが、攻撃力が全キャラ中最低のため戦力にはなりにくい。一定日数以内に仲間にしないと暇だからという理由で他の勢力に仕官に行ってしまう。
暗殺を行おうとしている曽根村を買収したり、敵里の間者の妨害を退けたり、ユイの居場所を見つけたり、洞窟を見つけたりとかなり役に立つが、その分給料も高い（全ての仲間の中で最高額）。
仲間にする際には彼の元を三度訪れる必要がある。
タマコ【埼川 珠子（さいがわ たまこ）/迅雷 隼人（じんらい はやと）：『5』】
故郷を失った忍者。主人公のレベルが10以上の場合にイベントで出現し、一対一の勝負に勝てば仲間になる。能力は術は使えないがやや攻撃寄りのバランス型で、HPが高い。
イベントでは二人で修行を行うことができ、経験値を稼げる。

#### 妖怪軍団
亀田幻妖斎（かめだげんようさい）/あの御方（あのおかた）【亀田 光夫（かめだ みつお）/ハイパー亀田（ハイパーかめだ）：『1』『2』『3』『5』】
本サクセス最終ボス。妖怪軍団の頭領で正体は全員知らない。今回は『4』と違い、経過日数に関わらず必ず最終決戦で登場。野球人形を完成させ大名の城へと運ぶ主人公達を襲撃し、その場で正体を明かした後自身の目的が珠の回収であることを語り、Zガンダーゴーレムで戦いを挑んでくる。ガンダー戦の勝敗に関わらず野球人形を奪うことには成功するも、回収した人形は主人公が用意した爆弾付きの偽物であったため珠の回収はならず、本物の人形は別働隊によって無事に大名の下へ届けられた。
『4裏』で登場したカメーダと同一人物で、この後のシリーズの裏サクセスでも度々登場する常連キャラ。
曽根村（そねむら）【曽根村（そねむら）：『2』】
妖怪軍団の一味であり、妖怪四天王の一人。暗殺を得意とする正統派忍者で、アンヌや野球仮面のことをよく思っておらず、亀田のこともあまり信用していない。中盤に任務を開始し、特定の仲間に説得させるイベントを起こさない限り仲間が殺されていく。ランダムで主人公を襲うことがあり、その時のみ曽根村と戦うことが出来る。能力は平均的だがMPが非常に高く、「コワスの術」「パ～の術」を連発する。
展開によっては滅びた里の残党を配下に加え、再起を企むエンディングとなる。

#### その他
行商人（ぎょうしょうにん）【進藤 明日香（しんどう あすか）：『1』】
各地で商売を行っている行商人。本名不明。獄門塔のダンジョンをクリアすると、そこに店を構える。ランダムイベントで出会うと買い物ができ、その際は商品価格が2割引きになる。
石田（いしだ）【石田 昭三（いしだ しょうぞう）：『4』】
各地で登場する商人。一族が里のあちこちで商売を行っているが、皆同じ顔で主人公には全く区別が付かない。パーツや茶器、巻物などを売ってくれる他、浪人と商談をしていることもある。
佐藤（さとう）【佐藤 勇太（さとう ゆうた）：『1』】
茶屋の店主として登場する。こんぺい塔のダンジョンをクリアすると、そこに店を構える。
ようこ【沢井 ようこ（さわい ようこ）：『1』】
いろは村でだけ登場する村人。村の女性が次々とさらわれて、次は自分ではないかと心配している。
村人（むらびと）【主人公の父（しゅじんこうのちち）：『4』】
各地の村で出てくる村人。主人公に妖怪の掃討や資金援助などの頼み事をしてくる。
大名（だいみょう）【垣内 善治（かきうち ぜんじ）：『3』】
娘の姫に頼まれ、野球人形の制作を依頼した大名。野球人形の納入が間に合わなかった場合、直接南蛮から人形を買い付ける。
かねお、ぎんじ、ぱるお【荒井三兄弟（あらいさんきょうだい）/荒井 金男（あらい かねお）、荒井 銀次（あらい ぎんじ）、荒井 晴男（あらい ぱるお）：『1』『2』『3』『5』】
大名の使者の三つ子。使者として風雅の里に向かうが、途中で喧嘩してそれぞれ別の里（金男が水虎、銀次が火竜、晴男が月光）に依頼を持って行ってしまった。一定日数経過時に催促をしにくる他、茶器を買い取ろうとしてくる。
浪人（ろうにん）【火星カンパニー社員（かせいカンパニーしゃいん）：『3』】
一部のイベントで登場する浪人。商人と商談をしているイベントでは乗り込んできた主人公に何度も金を巻き上げられ、「自由経済未だならず」と言いつつ倒れる。
藤田（ふじた）【藤田 源五郎（ふじた げんごろう）：『4』】
鎧兜を身に着けた3人の侍の用心棒の1人。回転くじ引き屋に雇われ登場。
回転くじ引き屋（かいてんくじびきや）【今田 勝蔵（いまだ かつぞう）：『2』『5』】
へそ村と南蛮街で回転くじ引きを行っている人。服装は表サクセスと同様。くじ引き台には当たらないように細工が施してあるが、主人公に一等を2回も当てられてしまう。
幸恵（ゆきえ）/おみつ【山口　幸恵（やまぐち ゆきえ）：『2』『5』】
ドミオのイベントで登場する茶屋の店主。小角と大神、たかゆきが好意を抱いている人物で、3人のアルバムでも登場する。なお、「おみつ」は源氏名で本名「幸恵」。「大鉄」と言う恋人が居る。
バッタ妖怪（バッタようかい）【立花 ボボ（たちばな ボボ）：『3』『5』】
ランダムイベントで登場し、イナゴを大量発生させ農作物を荒らす。自分がこの世界で浮いていることを気にしている。
忍者（にんじゃ）【忍者（にんじゃ）：『5』】
各地で登場する名前のない忍者でいわゆるモブキャラクター。階級は下忍。『5』では焦げ茶色の忍び服の忍者だけだったが、本作で緑迷彩忍び服の忍者が追加され全2人の忍者が登場。主人公が水虎と火竜の際は120日目までに野球人形が完成出来なかった事で主人公と凡田を暗殺しに来る。
としおくん
野球人形納入時のZガンダーゴーレム戦で特定のアイテムをすべて所持していると主人公に召喚される怪物。名前は主人公がその場で思いついたもの。Zガンダーゴーレムに応戦するも瞬殺され、主人公からも存在をなかったことにされる（一応、Zガンダーゴーレムが通常時より弱体化するという利点がある）。

## 収録選手
選手名ならびに球団名は2002年10月中旬当時のデータを搭載したものである。

## スタッフ
- プロデューサー・ディレクター - 藤岡謙治
- 企画スタッフ - 西川直樹、井上秀登、宮岡宏司、三浦陵介、大木賢二、萩原千香子、藤岡謙治
- プログラム - 井上秀登、西川直樹、宮岡宏司、三浦陵介
- グラフィック - 藤岡謙治、萩原千香子、大木賢二
- サウンド - 坂倉雄一、広野智章、小野貴士、弓島隆子、砂子純子
- 取扱説明書・パッケージなど - 宇野智
- パッケージCG制作 - 山本竜彦
- 選手データ作成 - DIAMOND HEADの選手データスタッフ
- 広報 - 八木良子、平井美紀、半田由紀子
- KONAMI